# Tetina-omocisteina S-metiltransferasi
La tetina-omocisteina S-metiltransferasi è un enzima appartenente alla classe delle transferasi, che catalizza la seguente reazione:
dimetilsulfonioacetato + L-omocisteina ⇄ S-metiltioglicolato + L-metionina